# Nadiem Amiri
Nadiem Amiri (* 27. Oktober 1996 in Ludwigshafen am Rhein) ist ein deutsch-afghanischer Fußballspieler. Er steht beim 1. FSV Mainz 05 unter Vertrag und spielt seit 2019 für die deutsche Nationalmannschaft. Er wird hauptsächlich als offensiver Mittelfeldspieler eingesetzt.

## Karriere

### Vereine
Amiri begann seine Karriere in der Jugend des Ludwigshafener SC. Über den 1. FC Kaiserslautern, bei dem er nach eigenen Angaben für nicht gut genug erachtet wurde, wechselte er 2010 zum SV Waldhof Mannheim. Im Jahr 2012 wechselte er in die U17 der TSG 1899 Hoffenheim. Dort gelangen ihm bei 25 Einsätzen zwei Tore. Ein Jahr später stieg er altersbedingt in die U19 auf. Dort absolvierte er 21 Spiele bei drei Toren. Zur Saison 2014/15 unterschrieb er eine Vertragsverlängerung bis zum Sommer 2018 und gleichzeitig einen Profivertrag für die Bundesliga-Mannschaft der TSG Hoffenheim. Er sollte jedoch zuerst vorrangig in der zweiten Mannschaft in der Regionalliga Südwest zum Einsatz kommen.
Am 7. Februar 2015 absolvierte Amiri am 20. Spieltag der Bundesliga-Saison 2014/15 sein Profi-Debüt bei der 0:3-Niederlage der Kraichgauer gegen den VfL Wolfsburg. Am 14. Spieltag der folgenden Saison 2015/16, dem 28. November 2015, erzielte Amiri beim 3:3 im Spiel gegen Borussia Mönchengladbach seinen ersten Profitreffer. Die beiden anderen Treffer für die TSG Hoffenheim in dieser Partie bereitete er vor. Am 12. Juni 2017 verlängerte Amiri seine Vertragslaufzeit bei der TSG vorzeitig bis 2020.
Zur Saison 2019/20 wechselte Amiri zum Ligakonkurrenten Bayer 04 Leverkusen und erhielt dort einen Vertrag mit einer Laufzeit über fünf Jahre. Im Januar 2022 wurde Amiri bis zum Saisonende an den italienischen Erstligisten CFC Genua verliehen. Nach Angaben der Genuesen verfügte der Verein über eine Kaufpflicht Amiris „unter bestimmten Bedingungen“. Dort spielte er 13-mal in der Liga und stieg am Saisonende mit dem Verein in die Serie B ab, eine Kaufpflicht trat nicht ein. Stattdessen kehrte er nach Leverkusen zurück.
Ende Januar 2024, fünf Monate vor dem Ende seines Vertrages bei Bayer Leverkusen, wechselte Amiri zum Ligakonkurrenten 1. FSV Mainz 05. Aufgrund der bis dahin schon bestrittenen Ligaspiele wurde er mit Leverkusen 2024 Deutscher Meister. In Mainz erhielt er zunächst einen Vertrag mit einer Laufzeit über zweieinhalb Jahre. Nachdem er mit der Mannschaft den Klassenerhalt am Ende der Saison 2023/24 erreicht hatte, verlängerte er seinen Vertrag vorzeitig bis 2028.

### Nationalmannschaft

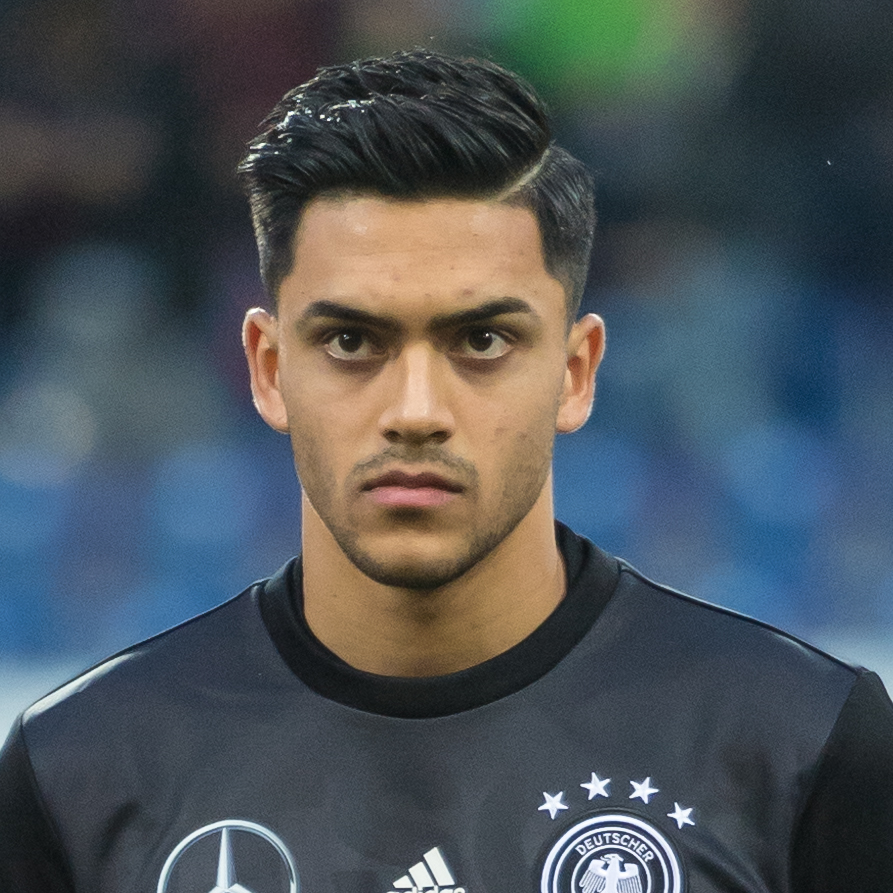
Amiri bei der U21, 2016

Zwischen 2013 und 2014 absolvierte Amiri acht Spiele für die U18-Nationalmannschaft von Deutschland, dabei gelangen ihm zwei Tore. Für die U19-Nationalmannschaft kam er zu 13 Einsätzen mit drei erzielten Toren. Bei der U21-EM 2017 in Polen kam Amiri in vier der fünf Spiele zum Einsatz und gewann schließlich mit Deutschland den Titel. Beim 3:0-Sieg im Gruppenspiel gegen Dänemark am 21. Juni 2017 gelang ihm zudem ein Tor.
Bis zu seinem ersten Pflichtspiel für die deutsche A-Auswahl im Oktober 2019 war Amiri aufgrund der Herkunft seiner Eltern und als Inhaber der afghanischen Staatsangehörigkeit auch für die Nationalmannschaft Afghanistans spielberechtigt. Im Oktober 2019 nominierte Bundestrainer Joachim Löw den Mittelfeldspieler für das Freundschaftsspiel gegen Argentinien und die EM-Qualifikationspartie in Estland. Im Länderspiel gegen Argentinien kam Amiri in der 66. Spielminute für Julian Brandt ins Spiel und wurde damit zum 104. Länderspieldebütanten unter Löw. Gegen Estland bestritt Amiri sein erstes Pflichtspiel für Deutschland. Innerhalb eines Jahres kam er bis Ende 2020 in insgesamt fünf Länderspielen zum Einsatz, wurde anschließend jedoch zunächst nicht mehr in die Nationalmannschaft berufen.
Anfang Juli 2021 wurde Amiri von Stefan Kuntz in den Kader der deutschen Olympiaauswahl für das Fußballturnier der Olympischen Sommerspiele 2021 berufen. Dort bestritt er drei Spiele, in denen ihm zwei Treffer gelangen, ehe die Mannschaft nach der Gruppenphase aus dem Fußballturnier ausschied.
Nach wiederkehrend starker Leistung für Mainz 05 wurde Amiri im März 2025 von Bundestrainer Julian Nagelsmann wieder für Nations-League-Spiele in die Nationalmannschaft berufen und feierte so beim Viertelfinale gegen Italien seine Rückkehr nach vier Jahren Abwesenheit.

## Titel
Verein
- Deutscher Meister: 2024 (Bayer 04 Leverkusen)
- Deutscher A-Junioren-Meister: 2014 (TSG 1899 Hoffenheim)
- Meister der A-Junioren-Bundesliga Süd/Südwest: 2014 (TSG 1899 Hoffenheim)

Nationalmannschaft
- U21-Europameister: 2017

Persönliche Auszeichnungen
- Tor des Monats: Januar 2021
- Wahl in die VDV 11: 2024/25

## Sonstiges
Amiris Eltern waren in den 1980er Jahren im Zuge der sowjetischen Intervention aus Afghanistan in die Bundesrepublik Deutschland geflüchtet. Sein Cousin Zubayr Amiri spielt Fußball im Rhein-Main-Gebiet und ist afghanischer Nationalspieler. Sein älterer Bruder Nauwid spielte mit dem SV Waldhof Mannheim in der Fußball-Regionalliga Südwest.